# Myripristis xanthacra
Myripristis xanthacra — вид бериксоподібних риб родини голоцентрових (Holocentridae).

## Опис
Риба завдовжки до 20 см.

## Поширення
Вид поширений у Червоному морі. Морський, демерсальний вид, асоційований з рифами. Мешкає у тропічних водах на глибині до 18 м.